# Alfonso Maria Massari
Alfonso Maria Massari (Napoli, 23 maggio 1854 – Roma, 1950) è stato un esploratore italiano.

## Storia
Nato nel 1854, ed entrato all'Accademia navale a soli 15 anni, prese parte ad un viaggio triennale (1874-77) di circumnavigazione della corvetta Vettor Pisani, durante il quale venne promosso Sottotenente di Vascello.
All'età di 25 anni fu designato dal Ministro della Marina Ferdinando Acton come compagno del principe Giovanni Borghese e dell'esploratore Pellegrino Matteucci, in qualità di "navigatore" nella spedizione durante la quale essi per primi attraversarono a piedi trasversalmente il continente africano. Partirono il 9 febbraio 1880 da Alessandria d'Egitto, attraverso Suakin, cioè nel Sud dell'Egitto, il Darfur e altri luoghi attualmente tristemente noti, ed arrivando dopo 16 mesi, di cui solo sette di effettivo cammino, ad Akassa, nel Golfo di Guinea (Nigeria), il 2 luglio 1881.
Fu decorato con Medaglia d'Oro dal Congresso geografico internazionale, per l'eccezionalità dell'impresa insieme al Matteucci, deceduto tempo prima.
Il Comandante Massari, successivamente, per i suoi meriti ebbe dal Re Leopoldo II del Belgio il comando di un battello con il quale per molti mesi navigò il corso del fiume Likouala, affluente del fiume Congo, con l'incarico di tracciarne la mappa sino all'equatore compresi i numerosi affluenti minori.
Negli anni successivi ebbe incarichi diplomatici e commerciali in Giappone e negli Stati Uniti.
Entrato in congedo nel 1892, fondò il primo Ufficio Brevetti italiano, che venne chiuso soltanto nel 2002.
Si spense nel 1950, con gli onori Militari del Ministero della Marina.